# 曼哈顿下城
曼哈顿下城（英語：Lower Manhattan，或稱）是美國纽约市曼哈頓最南端的部分，其最常见的邊界是北到14街，西到哈德孙河，东至东河，南到纽约港（也称为上纽约湾）。当提到曼哈顿下城商务区时，通常指北到14街以南约1.5英里，和该岛最南端以北一英里，从哈德孙河附近的钱伯斯街（Chambers Street），东到布鲁克林大桥出入口和立交桥。其他两个主干道有时也被确定为曼哈顿下城的北部边界：钱伯斯街以北大约半英里的运河街（Canal Street），和14街以北大约半英里的23街。
曼哈顿下城商务区构成钱伯斯街以南区域的核心，包括金融区——通常称为华尔街、以及世界贸易中心。在该岛最南端是炮台公园（Battery Park），在西侧，TriBeCa区横跨钱伯斯街，在街的东端是庞大的曼哈顿市政大楼。纽约市政厅就位于金融区以北。钱伯斯街南面还有炮台公园城规划区域和南街海港历史区域。钱伯斯街和布鲁克林大桥以北、运河街以南是纽约最早的唐人街，许多法院大楼和其他政府办公楼也位于这一区域。下东城跨运河街。运河街以北、14街以南有SoHo、肉类加工区（Meatpacking District）、西村、格林尼治村、小意大利、Nolita和东村。介于14街和23街之间是下切尔西、联合广场、熨斗区（Flatiron District）、Gramercy和大型住宅项目Peter Cooper Village—Stuyvesant Town。
曼哈顿下城商务区是全美第四大中央商务区，仅次于曼哈顿中城、芝加哥的卢普区和华盛顿哥伦比亚特区。此前曾经是美国第三大商务区，之所以下降到第四位是因为九一一事件爆發後，該地损失了世界贸易中心16,000,000平方英尺的辦公大樓樓板面积，相当于辛辛那提全市辦公大楼的總和。但是兴建自由塔兴建高盛财务公司的新总部后，预计该地区将恢复其排名第三位。